# Re!nvented
Re!nvented ist eine deutsche Rockband aus Bad Nauheim. Seit dem Jahr 2004 ist die Band nicht mehr aktiv, hat sich aber nicht offiziell aufgelöst.

## Bandgeschichte
Die Band wurde 1998 gegründet. 1999 gewann sie den Wettbewerb „Saarland Talent Search“, erreichte den ersten Platz beim Hessischen und den dritten Platz beim Deutschen Rock-Preis. Im Jahr 2000 gewann Re!nvented den Act2000, einen Nachwuchswettbewerb von BMG, AOK und VIVA, der der Band einen Plattenvertrag bei BMG bescherte. In die Top Ten des „MTV Unsigned Contest“ wurde die Single „Imaginary Flowers“ im Mai 2000 gewählt. Im selben Jahr spielten Re!nvented als Vorband von Stone the Crows und Reamonn. Ihren größten Erfolg feierte die Band 2002 mit der Single „These are the days“, die keine Cover-Version des gleichnamigen Titels von O-Town darstellt. Die Neuaufnahme fand sogleich für eine Toyota-Fernsehwerbung Verwendung. Der Titel „Dead & Lame“ des Debütalbums war Teil des Soundtracks zum Kinofilm „Animal – Das Tier im Manne“ mit Rob Schneider. Für das Erstlingswerk konnte Steve Lyon als Produzent gewonnen werden, der bereits für The Cure, Paradise Lost und Reamonn tätig war. Im selben Jahr traten Re!nvented neben [LAW] als Vorband der H-Blockx auf. Bei fast 100 Konzerten konnten sie ihre Musik dem Publikum auch live näherbringen. Der Schlagzeuger Derrick Find musste die Band aus gesundheitlichen Gründen verlassen. Er wurde durch Rahoul Anders ersetzt, der Schlagzeug am Frankfurter Konservatorium studierte. 2003 stieß Marcel Römer, der spätere Schlagzeuger der Band Juli zu Re!nvented und Tobi Etzel wurde durch PogoTS am Bass ersetzt. Trotz der anfänglichen Erfolge der Band zog sich die Plattenfirma Goldrush zurück. Seit 2004 widmen sich die ehemaligen Bandmitglieder eigenen Projekten.

## Diskografie

### Alben
- 2002: Whatever Comes

### EPs
- 1999: Imaginary Flowers

### Singles
- 2001: Dead & Lame
- 2002: These are the days
- 2002: The Date

## Auszeichnungen
- 1999: Sieger des Saarland Talent Search
- 1999: 1. Platz beim Hessischen Rock-Preis
- 1999: 3. Platz beim Deutschen Rock-Preis
- 2000: Act2000 (Nachwuchspreis verschiedener Privatradios und des Bundesverband Phono)[12]